# ФК Нарва Транс
ФК Нарва Транс (ест. Jalgpalli Klubi Narva Trans) је естонски фудбалски клуб из Нарве који се такмичи у Meistriliiga Естоније.
Клуб је основан 1979 под именом Avtomobilist Narva, да би 1985. променио име у Autobaas Narva, 1991. ЈК Нарва Транс, да би данашње име добио 1997. ФК Нарва Транс.
Своје утакмице игра на свом стадиону Kreenholm који може да прими само 1.065 гледалаца. Стадион не испуњава „евро услове“ па међународне утакмице игра у Талину.
Од сезоне 1992/93. стални је члан прве лиге. Највећи успех клуба у првенству је освајање другог места 1995/96. и 2006.

## Успеси клуба
- Куп Естоније
  - Шампион (3) : 2001, 2019, 2023.
  - Финалиста (2) : 1994, 2007.
- Суперкуп Естоније
  - Шампион (2) : 2007, 2008.

## Нарва у европским такмичењима
У међународним такмичењима клуб нема много искуства. У квалификацијама за Куп УЕФА играли су два пута са скором три пораза и једна победа. Највише се такмичила у Интертото купу где је у осам сезона добио само једну утакмицу. Године 2009 трећим местом у националном првенству пласирао у прво такмичење у Лиги Европе где је у првом колу квалификација играо против словеначког Рудара из Велења.
| Сезона  | Такмичење              | Коло        | Екипа                | Резултат |
| ------- | ---------------------- | ----------- | -------------------- | -------- |
| 1996    | Интертото куп          | Група       | Гронинген            | 1:4      |
| 1996    | Интертото куп          | Група       | Вашаш                | 1:4      |
| 1996    | Интертото куп          | Група       | Лирс                 | 0:3      |
| 1996    | Интертото куп          | Група       | Газиенспор           | 0:0      |
| 1999    | Интертото куп          | 1. коло     | Јокерит              | 0:3, 1:4 |
| 2000    | Интертото куп          | 1. коло     | Чеахлул Пјатра Неамц | 2:5, 2:4 |
| 2001/02 | УЕФА куп               | кв.         | Елфсборг             | 3:0, 0:5 |
| 2003    | Интертото куп          | 1. коло     | ОФК Београд          | 1:6, 3:5 |
| 2004    | Интертото куп          | 1. коло     | ФК Ветра             | 0:3, 0:1 |
| 2005    | Интертото куп          | 1. коло     | Локерен              | 0:2, 1:0 |
| 2006    | Интертото куп          | 1. коло     | Калмар               | 1:6, 0:2 |
| 2007/08 | УЕФА куп               | 1. коло     | Хелсинборг           | 0:6, 0:3 |
| 2008    | Интертото куп          | 1. коло     | Екранас              | 0:1, 0:3 |
| 2009/10 | УЕФА Лига Европе       | 1. коло кв. | Рудар                | 0:6, 0:3 |
| 2010/11 | УЕФА Лига Европе       | 1. коло кв. | МИПА                 | 0:2, 0:5 |
| 2011/12 | УЕФА Лига Европе       | 1. коло кв. | Работнички           | 1:4, 0:3 |
| 2012/13 | УЕФА Лига Европе       | 1. коло кв. | Интер Баку           | 0:5, 0:2 |
| 2013/14 | УЕФА Лига Европе       | 1. коло кв. | Гефле                | 0:3, 1:5 |
| 2018/19 | УЕФА Лига Европе       | 1. коло кв. | Жељезничар           | 0:2, 1:3 |
| 2019/20 | УЕФА Лига Европе       | 1. коло кв. | Будућност Подгорица  | 0:2, 1:4 |
| 2023/24 | УЕФА Лига конференција | 1. коло кв. | Пјуник               | 0:3, 0:2 |

### Збирни европски резултати
Стање 18. јул 2018.
| Такмичење                   | Од. | П | Н | И  | ГД | ГП |
| --------------------------- | --- | - | - | -- | -- | -- |
| УЕФА куп / УЕФА Лига Европе | 16  | 1 | 0 | 15 | 6  | 57 |
| Интертото куп               | 18  | 1 | 1 | 16 | 13 | 56 |
| Укупно                      | 24  | 2 | 1 | 21 | 17 | 76 |